# Antonio Tauriello
Antonio Luis Tauriello (Buenos Aires, 20 mars 1931 – Buenos Aires, 20 avril 2011) est un compositeur, chef d'orchestre et pianiste argentin,.

## Biographie
Antonio Tauriello naît à Buenos Aires en 1931. Il étudie le piano avec Walter Gieseking et Raúl Seivak, ainsi que la composition avec d'Alberto Ginastera. Il a notamment la charge de directeur associé du département d'opéra à la Juilliard School à New York de 1969 à 1971. De 1957 à 1993, il fait partie du corps de chefs du Théâtre Colón et y dirige opéras et ballets. De 1972 à 1985, il est également directeur adjoint de l'Opéra de Chicago.

## Œuvres
Dans sa production, de style globalement néo-classique, figurent des œuvres pour piano, de la musique symphonique, de la musique de chambre et des opéras Entre autres, citons les Impromtus (1989), le Quatuor de cordes (1990), Arlecchino, fragments en hommage à Ferrucio Bussoni (1991), Culebra de nubes  II (1996) et les Sonatines pour piano. Il a composé deux concertos pour piano (1952 et 1968) et un opéra d'après François Rabelais : Les Guerres picrocholines, créé à Washington en 1971. L'Institut américano-ibérique d'Espagne lui a commandé une œuvre pour la célébration des 500 ans de la découverte de l'Amérique. Beaucoup de ses œuvres ont reçu des prix.
- Toccata en si mineur pour piano (1949), dédiée à Alberto Ginastera[5].
- Obertura Sinfónica (1951) , œuvre pour orchestre, créée en 1951 sous la direction de Washington Castro, puis dirigée la même année par Sergiu Celibidache au Teatro Colón[4],[5].
- Concerto no 1 pour piano et orchestre (1952)
- Quatre Sonatines, pour piano (1956) (OCLC 503238962)
- Musique pour cordes et trompette (1959)
- Transparencies, pour six groupes instrumentaux (1964)
- Serenata II, pour flûte, hautbois, clarinette, cordes et percussions (1967)
- Concerto no 2 pour piano et orchestre (1968)
- Canti, pour violon et orchestre (1968)
- Ilinx, pour clarinette et orchestre (1968)
- Mansión de Tlaloc (1970)
- Las Guerras Picrocholinas (1970), opéra sur le Pantagruel de Rabelais
- Impromptus (1989)[5]
- Quatuor de cordes (1990)
- Memoria quatre petits préludes pour piano (OCLC 81385997)

## Prix et distinctions
- 1969 : Bourse Guggenheim[4]
- 1987 : il est reçu membre de l'Académie des beaux-arts d'Argentine[4]
- 1989 : Prix Konex[6]
- 1994 : il obtient le « Grand prix à la culture 1994 » par le Ministère de culture et de l'éducation argentin, le Secrétaire du fonds national des Arts et de la Culture
- 1997 : il remporte le prix décerné par la Société des critiques musicaux, pour son œuvre
- 2004 : il reçoit le diplôme d'honneur du Sénat argentin pour son apport à la culture[6]

## Liens contextuels
- Musique argentine
- Prix Konex